# Migdolus fryanus
Migdolus fryanus is een keversoort uit de familie Vesperidae. De wetenschappelijke naam van de soort werd voor het eerst geldig gepubliceerd in 1863 door John Obadiah Westwood.